# Janet Sobero
Janet Ursula Sobero Niño (ur. 2 maja 1983) – peruwiańska zapaśniczka walcząca w stylu wolnym. Olimpijka z Rio de Janeiro 2016, gdzie zajęła osiemnaste miejsce w kategorii 58 kg.
Zajęła piętnaste miejsce na mistrzostwach świata w 2018. Ósma w indywidualnym Pucharze Świata w 2020. Trzecia na igrzyskach panamerykańskich w 2015; piąta w 2003 i 2019; ósma w 2023. Zdobyła dziesięć medali na mistrzostwach panamerykańskich, złoto w 2020; srebro w 2002, 2014, 2016, 2017 i 2021; brąz w 2013, 2015, 2018 i 2023; czwarta w 2003. Mistrzyni igrzysk Ameryki Południowej w 2018 i trzecia w 2022. Złota medalistka mistrzostw Ameryki Południowej w 2011, 2013, 2015, 2016 i 2019. Druga na igrzyskach boliwaryjskich w 2005, 2013 i 2022, a trzecia w 2017 roku.